# Émaux bressans

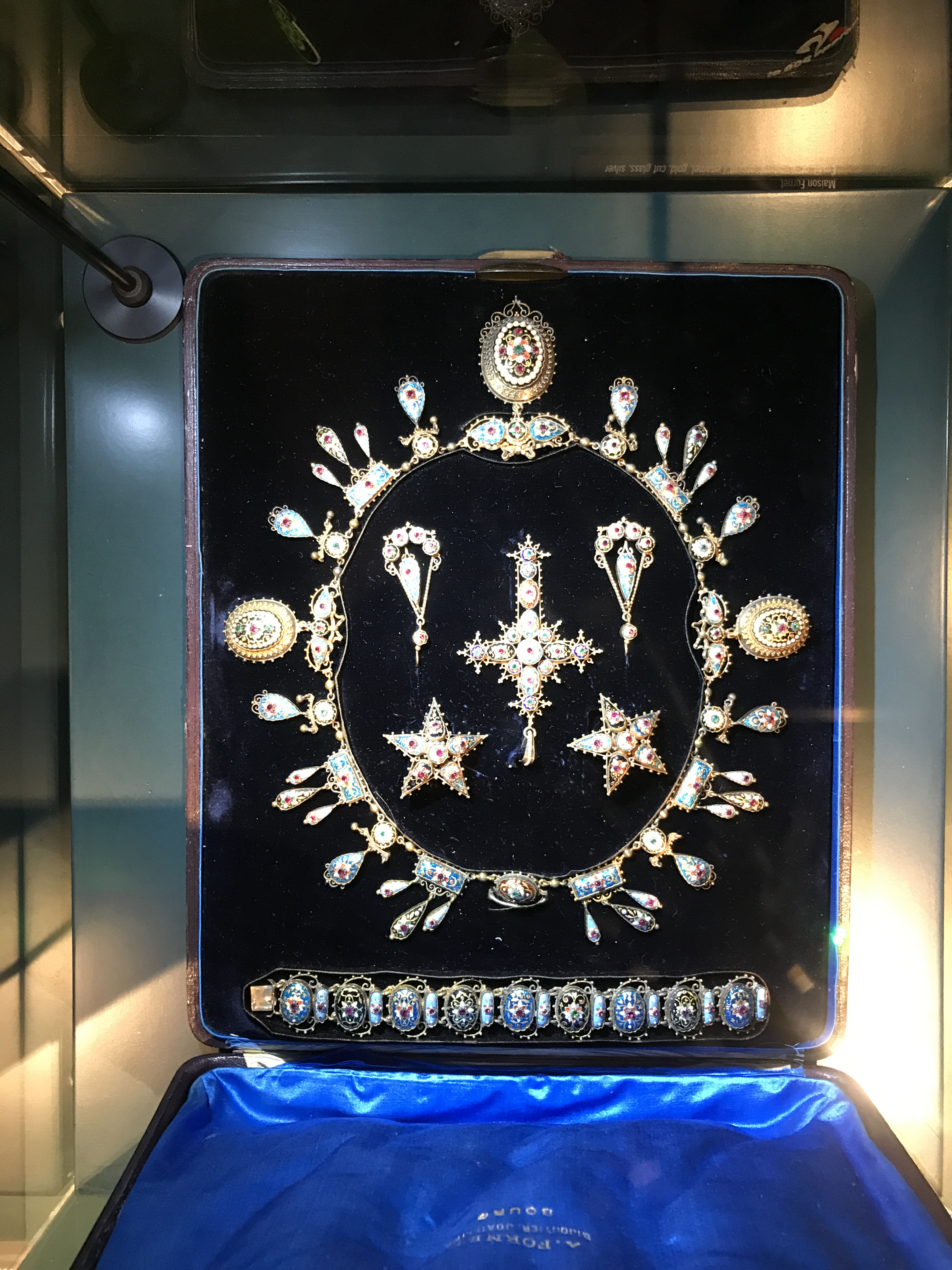
Émaux au musée départemental de la Bresse, Saint-Cyr-sur-Menthon.

Les émaux bressans sont des bijoux traditionnels exclusivement fabriqués à Bourg-en-Bresse dans le département de l'Ain ; ils sont composés d'émail, de fines particules d'or, le tout serti sur une monture.

## Histoire
La tradition bressane fait remonter l'origine de cette technique au XIVe siècle dès 1397 quand un émailleur de la ville, Maître Guillaume, se serait vu confier l’épée d’Amédée VIII de Savoie pour en décorer le pommeau et le fourreau.
Ce bijou régional, intimement lié au costume traditionnel bressan,, connaît son apogée dans les années 1830 à 1900, tant dans leur création que dans leur diffusion.
Au milieu du XIXe siècle, les orfèvres bressans Amédée Bonnet et Amédée Fornet donnent une impulsion nouvelle à ces créations régionales. Dans leurs ateliers de Bourg-en-Bresse, ils initient un genre nouveau, intégrant aux fonds colorés des plaques émaillées, paillettes d'or, perles d'émail et arabesques de filigrane.

## Productions
Les broches d’émaux bressans en forme de cœur, d’étoile ou à pendeloques étaient très portées en Bresse. Une de ses variantes étaient l’épingleto, une broche longue servant à épingler la bavette du tablier : un modèle représentant une petite pensée fut créé en série au XIXe siècle et il agrémenta la poitrine de toutes les paysannes, même de condition modeste.
Un autre bijou réalisé à partir d’émaux bressans et très en vogue lors de la seconde moitié du XVIIIe siècle était le « collier d’esclavage », constitué de plusieurs chaînes d’or reliées entre elles par des plaques émaillées rondes, ovales ou en croissant, que le promis offrait à sa bien-aimée lors des « approchailles » ou « accordailles ».

## Fabrication
Entièrement fabriqués à la main, les émaux bressans, avec un décor de paillons en or 24 carats, sont chauffés au four à 860 °C. Ils peuvent se réaliser sur des montures en OR 750/000 ou en argent rhodié ou vermeil.

## Émaux bressans et culture
En 1884, Gabriel Vicaire  chante son amour de la Bresse dans son recueil de poèmes « Émaux Bressans », qui connaît un grand succès.